# 北海道道63号函館空港線
北海道道63号函館空港線（ほっかいどうどう63ごう はこだてくうこうせん）は、北海道函館市内を通る道道（主要地方道）である。

## 概要
全線、両側に歩道がある、中央分離帯を有する4車線の道路で、函館空港と国道278号を結ぶ道路である。

### 路線データ
- 起点：北海道函館市高松町（函館空港）[1]

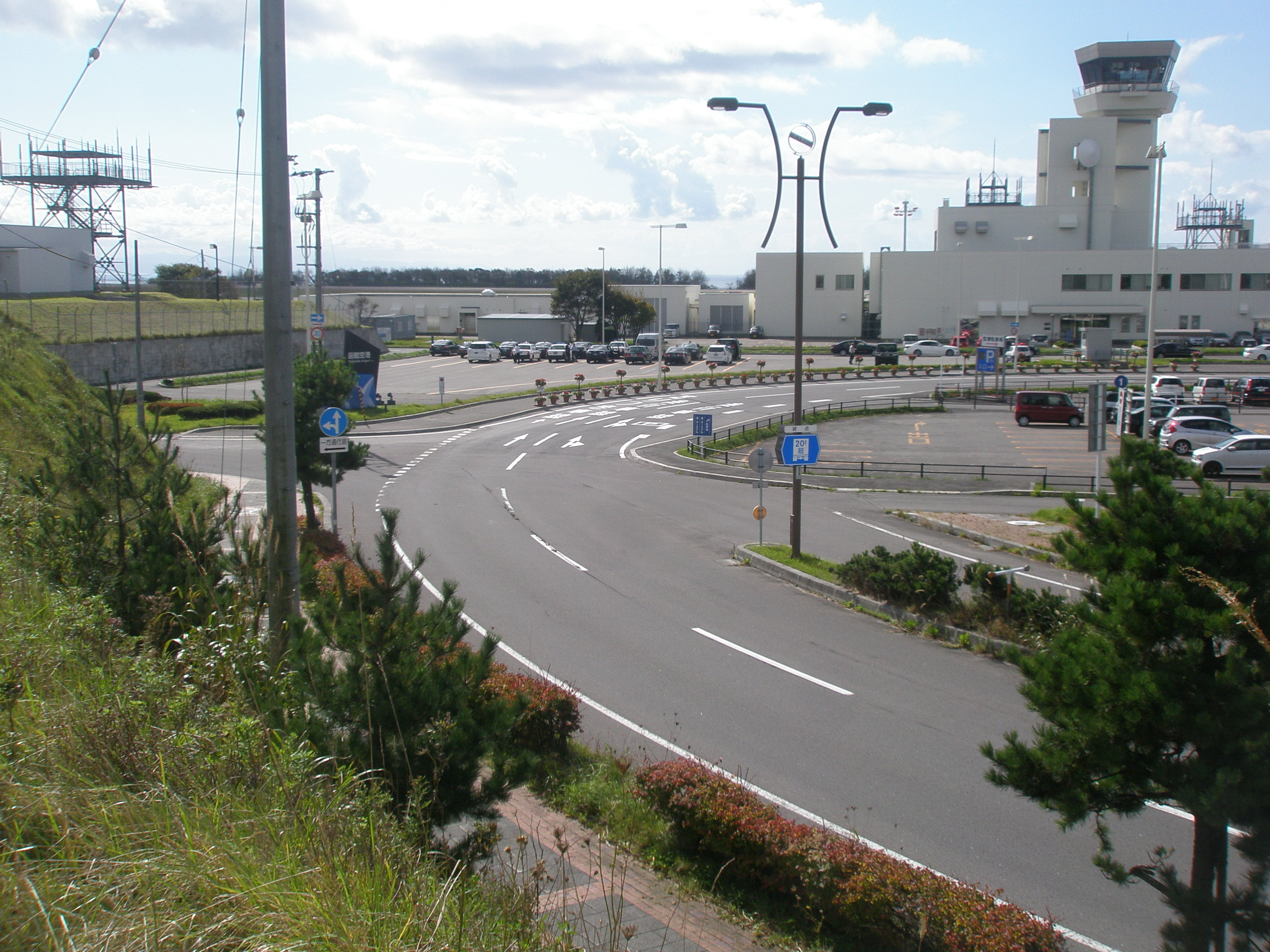
北海道道63号函館空港線・起点の函館空港ターミナル入口。写真奥は函館空港のターミナルビル。（2018年10月）

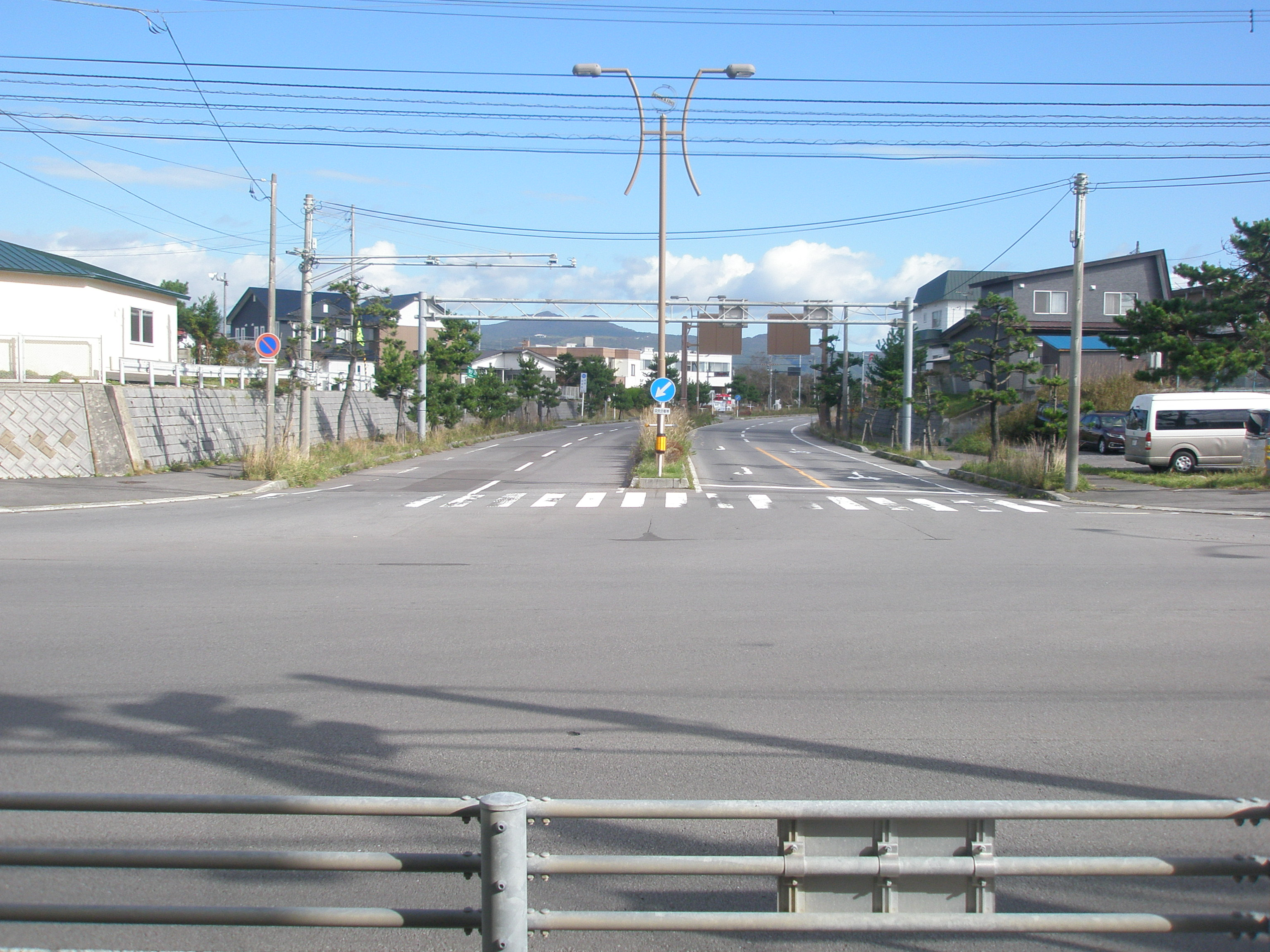
函館市高松町にある終点の国道278号〈恵山国道〉交点。正面奥へ延びる道路が北海道道63号函館空港線。（2018年10月）

- 終点：北海道函館市高松町（国道278号交点）[1]
- 総延長：2.104 km[2]
- 実延長：2.083 km[2]
- 重用延長：0.021 km[2]

### 道路管理者
- 渡島総合振興局 函館建設管理部 事業課

## 歴史
- 1961年（昭和36年）3月31日 - 379号として路線認定[3]。
- 1993年（平成5年）5月11日 - 建設省から、道道函館空港線が函館空港線として主要地方道に指定される[4]。
- 1994年（平成6年）10月1日 - 路線番号を63号に変更[5]。

## 地理

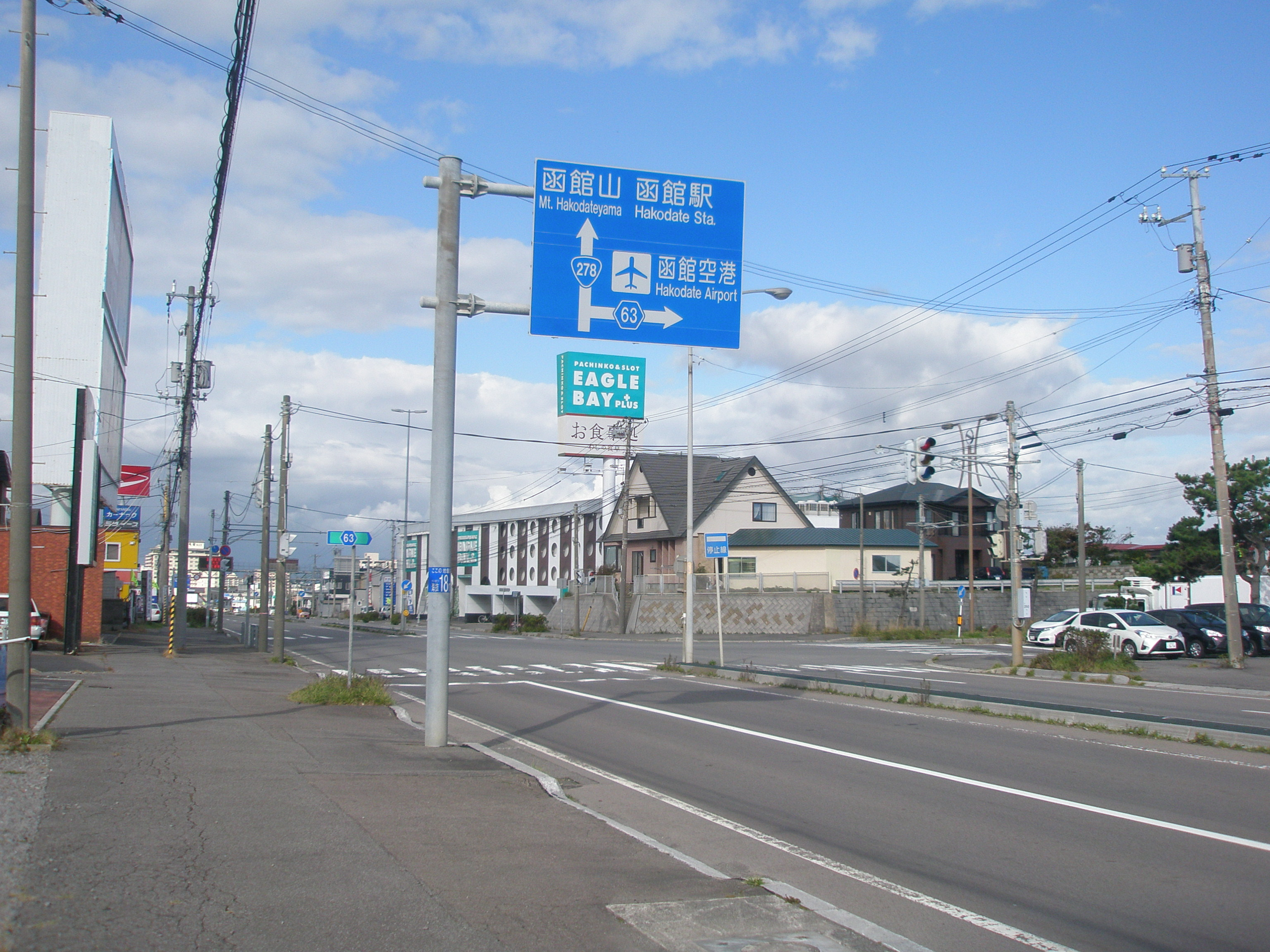
国道278号側から見た北海道道63号函館空港線の交点（2018年10月）

### 通過する自治体
- 渡島総合振興局
  - 函館市

### 交差する道路
函館市
- 北海道道1177号函館空港インター線 - 高松町
- 国道278号 - 高松町（終点）

### 沿線にある施設など
函館市
- 函館空港
- 函館市消防本部函館市東消防署